# والتر فيفر (جنرال)
والثر ويفر (11 نوفمبر 1887 - 3 يونيو 1936) كان قائد لوفتفافه ما قبل الحرب العالمية الثانية. كان من أوائل مؤيدي نظرية القصف الاستراتيجي كوسيلة لشن الحرب، بينما كان يعارض نظريات جوليو دوهيت. توفي في حادث تحطم طائرة عام 1936.

## حياته
ولد في 11 نوفمبر 1887 في Wilhelmsort في مقاطعة Bromberg (الآن في شمال وسط بولندا). كان نجل أرنولد ويفر، المدير لمرة واحدة لبنك برلين وحفيد المدعي العام البروسي الدكتور كارل جورج فيفر. بعد امتحاناته الثانوية النهائية، استقر في Schweidnitz حيث تدرب كضابط.
رأى Wever العمل في الحرب العالمية الأولى وعمل كضابط أركان لـ OHL ( القيادة العليا للجيش القيصري الألماني، القيادة العليا للجيش).

## لوفتفافه
أصبح قائد وزارة طيران الرايخ في 1 سبتمبر 1933. في 1 مارس 1935 ، أصبح رئيس أركان لوفتفافه بعد فترة وجيزة من إنشائها في 26 فبراير 1935، وهو المنصب الذي شغله حتى وفاته. كان Wever من داعم القاذفة الاستراتيجية وأدركت أهميتها في وقت مبكر من عام 1934. دعم شركات الطيران مثل يونكرز ودورنير، في مشاريعها الخاصة لإنتاج منافسي Ju 89 ودورنير دو 19 في مسابقة عقد إنتاج Ural Bomber. حدد Wever خمس نقاط رئيسية لاستراتيجيته الجوية: 
 1. تدمير سلاح العدو بقصف قواعده ومصانع الطائرات ومنع القوات الجوية للعدو من مهاجمة أهداف ألمانية. 2. منع حركة القوات البرية للعدو الكبيرة إلى المناطق الحاسمة من خلال تدمير السكك الحديدية والطرق، لا سيما الجسور والأنفاق، التي لا غنى عنها لحركة وتزويد القوات 3. دعم عمليات تشكيلات الجيش، بغض النظر عن السكك الحديدية، أي القوات المدرعة والقوات الآلية، عن طريق عرقلة تقدم العدو والمشاركة مباشرة في العمليات البرية. 4. لدعم العمليات البحرية من خلال مهاجمة القواعد البحرية، وحماية القواعد البحرية الألمانية والمشاركة مباشرة في المعارك البحرية 5. شلّ قوات العدو المسلحة بوقف الإنتاج في مصانع الأسلحة.  
 ومع ذلك، بعد وفاته، فضل الاستراتيجيون الآخرون، مثل إرنست أوديت وهانز جيسكونيك الطائرات الصغيرة لأنها لم تنفق الكثير من المواد والقوى العاملة. لقد كانوا من أنصار القاذفة ( يونكرز يو 87) وعقيدة الدعم الوثيق وتدمير القوات الجوية المعارضة في «ساحة المعركة» بدلاً من مهاجمة صناعة العدو. ونتيجة لذلك، تم تطوير قاذفات قنابل متوسطة عالية السرعة مثل هنيكل إتش إي 111 ودورنير دو 17 ويونكرز يو 88، مع نجاح مبدئي كبير. في حين تم إطلاق بعض برامج القاذفات الإستراتيجية الكبيرة، كان أبرزها مشروع قاذفة الأورال، الذي تحول إلى برنامج هاينكل هي 177، بدون مؤيد للقصف الاستراتيجي في المستويات العليا من لوفتفافه، شهدت البرامج تقدمًا ضئيلًا، وفي النهاية سيتم تطويرها أيضًا في وقت متأخر من الحرب ليكون لها أي تأثير ذي معنى.

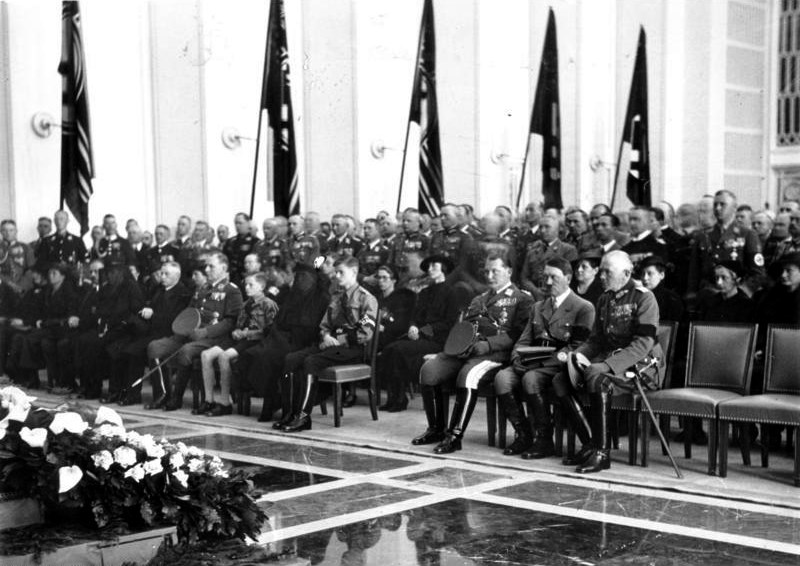
جنازة والتر

في 3 يونيو 1936، سافر من برلين إلى درسدن لإلقاء محاضرة في Luftkriegsschule Klotzsche لتجمع طلاب لوفتفافه. عندما تلقى أنباء وفاة بطل ألمانيا في الحرب العالمية الأولى كارل ليتسمان، انطلق على الفور إلى برلين. في رحلة عودته، لم يتم فحص هاينكل إتش إي 70 الذي كان يطير عليه بشكل صحيح أثناء عمليات الفحص المبدئي، ولم تتم إزالة أقفال الشمعة. كانت الطائرة محمولة جواً عندما انخفض الجناح، وتوقف هينكل وذهب إلى عجلة عربة أفقية (أقرب إلى حلقة أرضية، ولكن على ارتفاع منخفض). تحطمت وانفجرت النيران، مما أسفر عن مقتل Wever ومهندس طيرانه. في نفس اليوم، أصدرت وزارة طيران الرايخ مواصفات Bomber A Bomber الثقيلة ومنافسة التصميم لما سيصبح القاذفة الثقيل الوحيد في زمن لوفتفافه في الإنتاج وخدمة الخطوط الأمامية، هاينكل هي 177.